# Макс Алън Колинс
Макс Алън Колинс (на английски: Max Allan Collins) е американски писател на бестселъри в жанра трилър, журналист, филмов продуцент, сценарист, педагог и музикант.

## Биография и творчество
Макс Алън Колинс е роден на 3 март 1948 г. в Мускатин, Айова, САЩ, в семейството на Макс Алън-старши, изпълнителен директор, и Патриша Ан Колинс. Учи в общинския колеж на Мускатин, който завършва през 1968 г. Жени се за ученическата си любов Барбара Джейн Мул, писателка, на 1 юни 1968 г. Завършва Университета на Айова с бакалавърска степен през 1970 г., и с магистърска степен през 1972 г. по английски език и журналистика.
Докато е в колежа, а после и в университета, 1966 – 1972 г., свири в рок група „Daybreakers“, като е автор на песни за „Tree International“, Нашвил, Тенеси. Освен това работи и като репортер за вестника в Мускатин.
След завършване на университета остава в него като преподавател по английски език, журналистика и творческо писане до 1977 г. Започва активно да се занимава с писателско творчество още в университета.
Първият му роман „Bait Money“ от серията „Франк Нолан“ е публикуван през 1973 г. Главният герой Нолан, който е професионален крадец, работи като частен детектив, и бързо, брутално и секси разрешава различни убийства със семеен или мафиотски характер.
През 1973 г. Макс Колинс започва нова серия трилъри с участието на безмилостния наемен убиец Куори, който лавира между поръчките и опазването на самия себе си от поръчителите и красивите жени, действайки твърдо и справедливо. Пише серията „Куори“ до 1976 г., след което я възобновява през 2006 г. след повторна публикация на старите романи.
След 1976 – 1977 г. отново се връща към музиката и песните, като свири активно в рок групата „Crusin“ до 1979 г. като водещ певец и клавирист. В нея участва и по-късно на различни концерти, а през 2008 г. е включен в Залата на славата на рока в Айова.
В края на 70-те и началото на 80-те Колинс отново се връща към писателското си поприще като пише текстове за комикси (като най-известната серия комикси „Дик Трейси“ и „Батман“), сценарии и книги от серията „Франк Нолан“.
През 1983 г. стартира две нови серии криминални романи. По-малката от тях е „Малори“, в която героят е писател на криминални романи, който разрешава криминални загадки в стил „мис Марпъл“.
Втората серия от трилъри „Нейтън Хелър“ са едни от най-известните му произведения. Героят му е частен детектив от Чикаго, който се забърква в известни престъпления и отговаря за опазването на известни хора на 1930-те и 1940-те, като Орсън Уелс, Франк Нити, и Сали Ранд, или разследва различни убийства или отвличания – Линдберг, Амелия Еърхарт, и др. Романите от поредицата неколкократно са номинирани или са печелили наградата „Shamus“ за най-добър криминален роман на годината.
През 1987 – 1989 г. Колинс пише серията романи с герой популярния детектив Елиът Нес, вкарал в затвора легендарния бос на мафията Ал Капоне. Умело смесвайки факти от живота му и художествена фантазия писателят постига уникални мистерии с негово участие из цяла Америка в борбата с престъпността.
Освен своите серии от началото на 90-те години Колинс започва да пише и самостоятелни трилъри и много романизации на известни филми, в които въвежда някои нови герои, действия и описания. Някои от произведенията си пише съвместно със съпругата си Барбара Колинс и други писатели, а серията „Съкровища от боклука“ излиза под техния общ псевдоним Барбара Алън.
През 1994 г. Колинс активно се насочва към филмовия и телевизионен бранш. Започва като сценарист на „Експертът“. През 1995 г. – 1997 г. става продуцент, сценарист, изпълнителен директор, композитор и изпълнител на музиката, на филмите „Мумията“ и „Денят на мумията“ с участието на Пати Маккормак, Рейчъл Лемио, Джейсън Милър. Като независим сценарист и режисьор от Айова създава трилъра „Мама“ с участието на Пати Маккормък. Премиерата му е през 1996 г., а през 1997 г. се появява и продължението „Денят на мама“, като за двата филма получава награда за най-добър сценарий. В следващите години става продуцент и сценарист на филмите за Елиът Нес и др., както и сценарист на епизоди от „От местопрестъплението“. Работи активно във филмовата индустрия до 2005 г. По това време и романът му „Път към отмъщение“ е екранизиран в едноименния филм с участието на Том Ханкс и Пол Нюман.
Макс Колинс от детството си е почитател на писателя на криминални романи Мики Спилейн и по-късно стават приятели. Двамата си сътрудничат през 1990 г. в комикс поредицата „Майк опасния“. След смъртта на Спилейн през 2006 г. на Колинс е възложено да довърши няколко от произведенията на Спилейн, по които има негови материали, като работата по тях продължава.
Макс Колинс участва в управлението на различни професионални творчески организации, като е член на Съвета на директорите – на Асоциацията на писателите на трилъри от Америка от 1980 г., на Организацията на писателите „Око на Америка“ от 1991 г., на Писателите на хорор от Америка от 1997 г., на Филмовата асоциация от Айова от 1994 г., и на Алианса на сценаристите от Айова от 1997 г.
Макс Колинс живее в Мускатин, Айова, със съпругата си Барбара Колинс и техния син Нейтън (преводач от японски).

## Произведения

### Романи

#### Поредица „Франк Нолан“ (Frank Nolan)
1. Bait Money (1973)
2. Blood Money (1973)
3. Fly Paper (1981)
4. Hush Money (1981)
5. Hard Cash (1981)
6. Scratch Fever (1982)
7. Spree (1987)
8. Mourn the Living (1988)

#### Поредица „Куори“ (Quarry)
1. Quarry (The Broker) (1976)
2. Quarry's Deal (The Dealer) (1976)
3. Quarry's List (The Broker's Wife) (1976)
4. Quarry's Cut (The Slasher) (1977)
5. Primary Target (Quarry's Vote) (1987)
6. The Last Quarry (2006)
7. The First Quarry (2008)
8. Quarry in the Middle (2009)
9. Quarry's Ex (2010

#### Поредица „Малори“ (Mallory)
1. No Cure for Death (1983)
2. The Baby Blue Rip-Off (1982)
3. Kill Your Darlings (1984)
4. A Shroud for Aquarius (1985)
5. Nice Weekend for a Murder (1986)

#### Поредица „Нейтън Хелър“ (Nathan Heller)
1. True Detective (1983) – награда „Shamus“ за най-добър роман 1984 г.
2. True Crime (1984)
3. The Million Dollar Wound (1986)
4. Neon Mirage (1988)
5. Dying in the Post-War World (1991)
6. Stolen Away (1991) – награда „Shamus“ за най-добър роман 1992 г.
7. Carnal Hours (1994) – номиниран за награда „Shamus“ за най-добър роман 1985 г.
8. Blood and Thunder (1995)
9. Damned in Paradise (1996) – номиниран за награда „Shamus“ за най-добър роман 1997 г.
10. Flying Blind: A Novel about Amelia Earhart (1998) – номиниран за награда „Shamus“ за най-добър роман 1999 г.
11. Majic Man (1999)
12. Angel in Black (2001) – номиниран за награда „Shamus“ за най-добър роман 2002 г.
13. Kisses of Death (2001)
14. Chicago Confidential (2002)
15. Bye Bye, Baby (2011)
16. Target Lancer (2012)
17. Ask Not (2013)

#### Поредица „Елиът Нес“ (Eliot Ness)
1. The Dark City (1987)
2. Butcher's Dozen (1987)
3. Bullet Proof (1988)
4. Murder by the Numbers (1989)

#### Поредица „Дик Трейси“ (Dick Tracy)
- Dick Tracy (1990) – романизация на филма
- Dick Tracy: The Secret Files (1990)
- Dick Tracy and the Nightmare Machine (1991)
- Dick Tracy Goes to War (1991)
- Dick Tracy Meets His Match (1992

#### Поредица „Бедствие“ (Disaster)
1. The Titanic Murders (1999
2. The Hindenburg Murders (2000)
3. The Pearl Harbor Murders (2001)
4. The Lusitania Murders (2002)
5. The London Blitz Murders (2004)

#### Поредица „Ангел на злото“ (Dark Angel)
1. Before the Dawn (2002)
2. Skin Game (2003)
3. After the Dark (2003)

#### Поредица „Джак и Маги Стар“ (Jack and Maggie Starr)
1. A Killing in Comics (2007)
2. Strip For Murder (2007)

#### Поредица „Майк Хамър“ (Mike Hammer) – продължение на романите наМики Спилейн
14. The Goliath Bone (2008)
Костта на Голиат, изд.: ИК „Бард“, София (2010), прев. Елена Чизмарова

15. Kiss Her Goodbye (2009)

16. The Big Bang (2010)

17. Lady, Go Die! (2011)

18. Complex 90 (2012)

19. Skin (King of the Weeds) (2012)

#### Поредица „Не можеш да ме спреш“ (You Can't Stop Me) – в съавторство сМатю Клемънс
1. You Can't Stop Me (2010)
2. No One Will Hear You (2011)

#### Самостоятелни романи
- Midnight Haul (1986)
- Tough Tender (1991)
- NYPD Blue: Blue Beginning (1995)
- Regeneration (1999) – в съавторство с Барбара Колинс
- Windtalkers (2001)
- Johnny Dynamite (2002)
- Two for the Money (2003)
- Bombshell (2004) – в съавторство с Барбара Колинс
- The War of the Worlds Murder (2005)
- Bones: Buried Deep (2006) – в съавторство с Кати Рейч
- Deadly Beloved (2007) – адаптация по комиксите „Ms.Tree“
- The Consummata (2011) – в съавторство с Мики Спилейн
- Flower for the Butcher (2012)
- Seduction of the Innocent (2013)

#### Самостоятелни романи, под псевдонима Патрик Кълхан (Patrick Culhane)
- Black Hats: A Novel of Wyatt Earp And Al Capone (2007)
- Red Sky in Morning (2008)

### Романизация на филми

#### Самостоятелни романизации (извън отделните серии)
- In the Line of Fire (1993)
- Maverick (1994) – в съавторство с Уилям Голдман
Маверик, изд. „Валент“ (1994), прев. Иван Киров
- I Love Trouble (1994)
- Waterworld (1995)
- Daylight (1996)
- Air Force 1 (1997)
- Saving Private Ryan (1998)
- U.S. Marshals (1998)
- U-571 (2000)
- The Scorpion King (2002)
- I Spy (2002)
- American Gangster (2005)
- The X-Files: I Want to Believe (2008)
- The Pink Panther (2009)

#### Поредица „Мумията“ (Mummy)
- Mommy (1996)
- Mommy's Day: Mommy 2 (1998)
- The Mummy (1999) – романизация на филма
- The Mummy Returns (1999) – романизация на филма
- The Mummy: Tomb of the Dragon Emperor (1999) – романизация на филма

#### Поредица „От местопрестъплението: Разследване“ (CSI: Crime Scene Investigation)
1. Double Dealer (2001)
Двоен играч, изд.: „Сиела“, София (2004), прев. Невена Касаветова
2. Sin City (2002)
Греховният град, изд.: „Сиела“, София (2004), прев. Невена Касаветова
3. Cold Burn (2003)
Хладно изгаряне, изд.: „Сиела“, София (2004), прев. Невена Касаветова
4. Body of Evidence (2003)
5. Grave Matters (2004)
6. Binding Ties (2005)
7. Killing Game (2005)
8. Snake Eyes (2006

- Serial (2003)
- Bad Rap (2004)
- Demon House (2004)
- Mortal Wounds (2007(

#### Поредица „От местопрестъплението: Маями“ (CSI: Miami)
1. Florida Getaway (2003)
2. Heat Wave (2004)

#### Поредица „Престъпни намерения“ (Criminal Minds)
1. Jump Cut (2007)
2. Killer Profile (2008)
3. Finishing School (2008)

#### Поредица „G.I. Joe“
- Above and Beyond (2009)
- The Rise of Cobra (2009)

#### Поредица „Съкровища от боклука“ (Trash 'n' Treasure)
под псевдонима Барбара Алън (Barbara Allan), в съавторство с Барбара Колинс
1. Antiques Roadkill (2006)
2. Antiques Maul (2007)
3. Antiques Flee Market (2008)
4. Antiques Bizarre (2010)
5. Antiques Knock-Off (2011)
6. Antiques Disposal (2012)

### Комикси

#### Самостоятелни комикси
- Ms. Tree (1988)
- Road to Perdition: On the Road (2011)

#### Поредица комикси „По пътя на отмъщението“ (On the Road to Perdition)
1. Oasis (2003)
2. Sanctuary (2003)
3. Detour (2004

### Разкази

#### Самостоятелни публикации на разкази
- The Sound of One Hand Clapping (1989)
- Robber's Roost (1992)
- A Good Head on His Shoulders (1993)
- Quarry's Luck (1994)
- Reincarnal (1994)
- Rock 'n' Roll Will Never Die (1994)
- Mommy (1995)
- The Night of Their Lives (1995)
- Traces of Red (1995)
- Wolf (1995)
- The Cabinet of William Henry Harrison (1996) – в съавторство с Барбара Колинс
- A Wreath for Marley (1996)
- Interstate 666 (1997)

#### Сборници разкази с произведения на Колинс
- By Hook or By Crook: And 27 More of the Best Crime and Mystery Stories of the Year (2010) – заедно с Дана Камерън, Мери Хигинс Кларк, Денис Лейн, Лаура Липман, Марша Мюлер, Крис Нелскот, Нанси Пикард, С. Дж. Розан и Луис Алберто Уриа
- Die, Lover, Die! (2011) – заедно с Бил Крайдър, Лий Голдбърг, Джоел Голдман, Ед Горман, Вики Хендрикс, Наоми Хирахара, Пол Ливайн, Хари Шанън и Дейв Зелтсърман

### Документалистика

#### Документална серия „Артисти от миналото“ (Artist Archives)
1. Elvgren Girls I (1999)
2. Elvgren Girls II (1999)
3. Swimsuit Sweeties (1999)
4. Varga Girls II (1999)

#### Други документални книги
- The Mystery Scene Movie Guide: A Personal Filmography of Modern Crime Pictures, 1984
- Steven Spielberg's Saving Private Ryan, 1998
- Mickey Spillane on Screen: A Complete Study of the Television and Film Adaptations, 1992 – в съавторство с Джеймс Л. Трейлор
- Gil Elvgren: The Wartime Pin-Ups, 1996
- Earl MacPherson: The Sketchbook Pin-Ups, 1997
- Elvgren: His Life and Art, 1998
- History of Mystery: Art Fiction, 2000